# 奇利 (愛達荷州)
奇利（英語：Chilly）是位於美國愛達荷州卡斯特縣的一個非建制地區。該地的面積和人口皆未知。

## 地理
奇利的座標為44°04′40″N 113°52′44″W / 44.07778°N 113.87889°W，而該地的平均海拔高度為1925米（即6316英尺）。